# Авторитарный характер
Авторита́рный хара́ктер (от лат. auctoritas — власть, влияние) — один из типов социального характера, описанный Э. Фроммом. 
Главное для авторитарного характера — отношение к власти и силе.

«Для авторитарного характера существуют два пола — сильные и бессильные. Сила автоматически вызывает его любовь и готовность подчиниться… Бессильные люди и организации автоматически вызывают его презрение… Человек другого типа ужасается самой мысли напасть на слабого, но авторитарная личность ощущает тем большую ярость, чем беспомощнее его жертва» (Э. Фромм).

Для авторитарной личности характерно стремление чувствовать свою принадлежность к какой-либо мощной и непреодолимой силе, полностью подавляющей волю. Эта черта была названа экстернальностью.

«Общая черта всего авторитарного мышления состоит в убеждении, что жизнь определяется силами, лежащими вне человека, вне его интересов и желаний. Единственно возможное счастье — в подчинении этим силам» (Э. Фромм).